# 小行星2471
小行星2471（2471 Ultrajectum）是一颗围绕太阳公转的小行星。1960年9月24日，C. J. 万·豪敦、I. 万·豪敦-格勒内费尔德、T. 赫雷爾斯在帕洛马山发现了此天体。
該小行星以荷蘭城市烏特勒支的拉丁語命名。
这颗小行星的绝对星等为276.87008等。